# Eduard Heberlein
Eduard Heberlein (* 11. Juni 1874 in Wattwil; † 8. März 1957 ebenda) war ein Schweizer Chemiker und Industrieller.

## Leben
Eduard Heberlein studierte am Eidgenössischen Polytechnikum in Zürich Chemie und promovierte in Genf. Seit 1898 gehörte er der Burschenschaft Teutonia Zürich an. 1906 heiratete er Bertha Grob.
Sein Grossvater Georg Philipp Heberlein gründete 1835 die Garnfärberei Heberlein (später Heberlein & Co. sowie Gurit-Heberlein) in Wattwil. Als dessen Enkel war Eduard Heberlein bereits kurz nach dem Studium als Technischer Direktor in das Familienunternehmen integriert und ab 1901 Teilhaber, 1915–1945 Delegierter und 1945–55 Präsident des Verwaltungsrates. Gemeinsam mit seinem Cousin Georges Heberlein leitete er in dritter Generation das Unternehmen.
Dank der Einführung neuer Verfahren der Textilveredelung (bspw. Mercerisation) sowie des Textildrucks wurde Heberlein & Co. unter der Leitung von Eduard und Georges Heberlein zu einem der bedeutendsten Unternehmen der Schweizer Textilbranche und prägte das gesellschaftliche und wirtschaftliche Leben Wattwils und des Toggenburgs stark mit.
Eduard Heberlein war ausserdem als Verwaltungsratspräsident der Ersparnisanstalt Toggenburg (später Toggenburger Bank), als Verwaltungsrat der Schweizerischen Bankgesellschaft sowie der Schweizerischen Mobiliar-Versicherung tätig. Er engagierte sich zudem kulturell als Leiter des Orchestervereins Wattwil.